# Colin Huxford
Colin John Huxford (sinh ngày 26 tháng 5 năm 1944) là một cựu cầu thủ bóng đá người Anh thi đấu ở Football League cho Swindon Town. Là một hậu vệ phải, ông khởi đầu sự nghiệp với Chelsea, sau khi rời Swindon ông chơi bóng đá non-league cho Hillingdon Borough, Ramsgate Athletic và Stevenage Athletic. Ông từng thi đấu cho đội tuyển Anh ở cấp độ trẻ.